# Preston Robert Tisch
Preston Robert „Bob“ Tisch (* 29. April 1926 in New York City; † 15. November 2005 ebenda) war ein US-amerikanischer Geschäftsmann und Unternehmer.
Der in Bensonhurst (Brooklyn) geborene Bob Tisch besuchte zunächst die DeWitt Clinton High School in der Bronx und später die Erasmus Hall High School in Brooklyn. 1943 begann er ein Studium an der Bucknell University, das er aber im folgenden Jahr abbrach, um als Soldat der US Army im Zweiten Weltkrieg zu kämpfen. Nach seiner Rückkehr setzte er seine Ausbildung an der University of Michigan fort und erwarb dort 1948 den Bachelor of Arts in Wirtschaftswissenschaften.

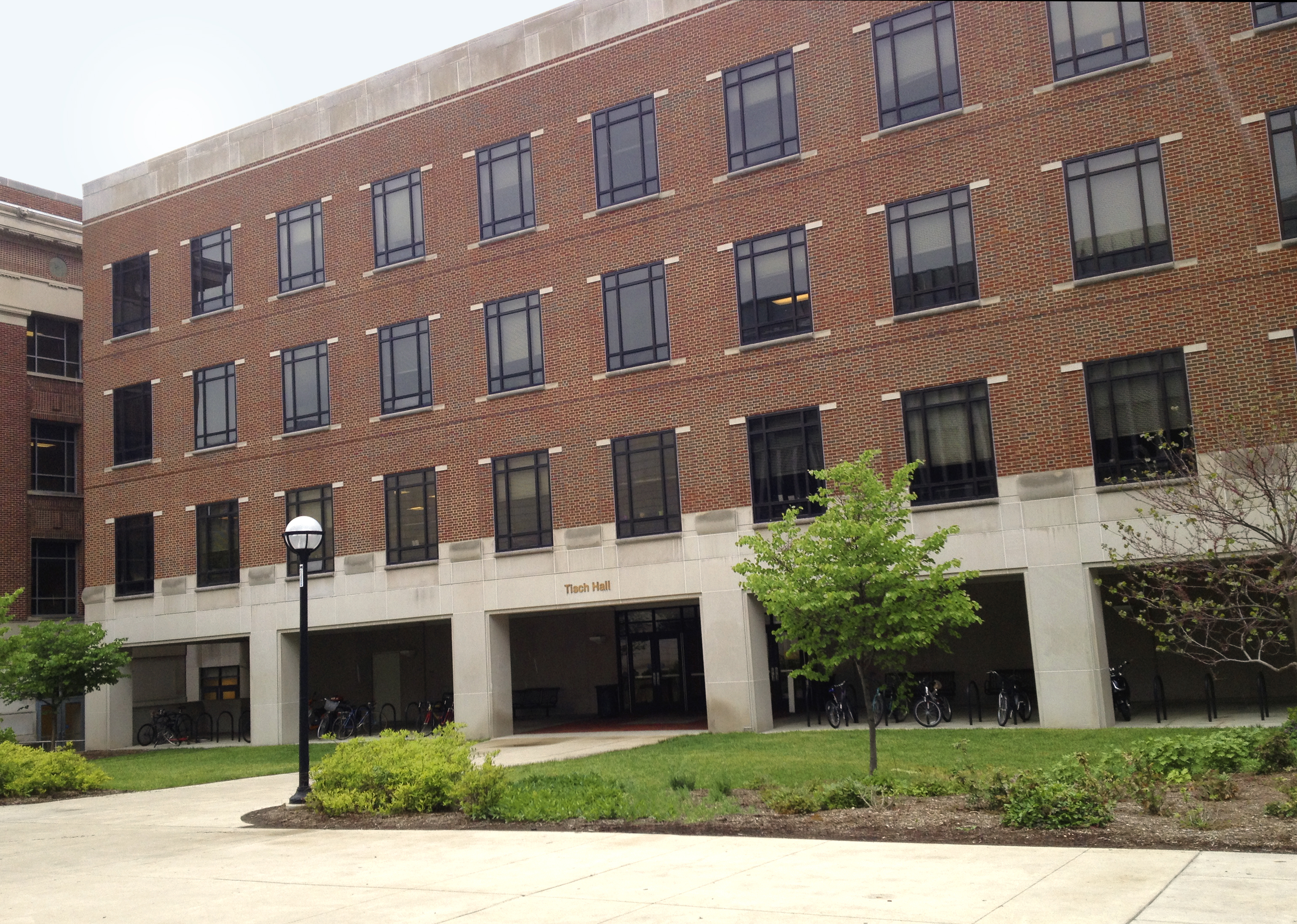
Tisch Hall, University of Michigan, Ann Arbor, 2013

In der Folge betätigte er sich als Geschäftsmann. Mit seinem älteren Bruder Laurence erwarb er 1960 die Mehrheit der Anteile an der Loews Corporation, einer Holdinggesellschaft. Bis zu seinem Tod war er deren Präsident und COO; er gehörte ferner dem Vorstand an und war ab 1994 einer der Vorsitzenden (Chairman). Außerdem saß er in den Vorständen von Hasbro und Rite Aid. Zwischen August 1986 und Februar 1988 fungierte Tisch auch als United States Postmaster General. Er war zudem Mitglied im Council on Foreign Relations. 2004 wurde er in die American Academy of Arts and Sciences aufgenommen.
Tisch war Mitinhaber des Footballteams der New York Giants und starb im November 2005 in Manhattan, nur kurz nach Wellington Mara († 25. Oktober 2005), dem zweiten Mitinhaber. Er war mit Joan Hyman seit 1948 verheiratet und hatte drei Kinder: Steve Tisch, Jonathan Tisch und Laurie Tisch. Er und seine Familie engagierten sich in vielen sozialen Projekten New Yorks. Auch seinem alten College ließ er regelmäßig Spenden zu kommen. Die University of Michigan ehrte ihn daraufhin unter anderem mit der Benennung eines Gebäudes nach ihm. Auch die Tisch School of the Arts der New York University ist teilweise nach ihm benannt.